# Кунарская операция
Куна́рская операция — крупная войсковая операция советских войск и правительственных войск ДРА против афганских моджахедов в ходе Афганской войны (1979—1989), прошедшая в мае 1985 года.

## Терминология
Термин Кунарская операция используется для обозначения армейской войсковой операции, проведённой весной 1985 года в провинции Кунар, в мемуарах военачальников.

Согласно некоторым зарубежным источникам, не подтверждаемым советскими и российскими источниками, советские войска в период с 1980 по 1985 год 7 раз проводили боевые действия в провинции Кунар. При этом в данных источниках не упоминается, что проводимые мероприятия характеризуются термином операция. В них используются термины «зачистка» (англ. sweep) и «наступление» (англ. offensive).

Первые боевые действия, проведённые Советской армией в провинции Кунар с 29 февраля по 11 марта 1980 года, по классификации боевых действий следует воспринимать как рейд, поскольку в них участвовало только 3 батальона.

## История операции

### Причины для проведения операции
Провинция Кунар является приграничной провинцией Афганистана, расположенная в сложной горной пересечённой местности. Основную часть провинции составляют долины рек Кунар и Печдара (западный приток реки Кунар). Асадабад (административный центр провинции Кунар) находится на слиянии этих рек в 15 километрах от границы с Пакистаном. Долина реки Кунар вытянута параллельно границе с Пакистаном, которая проходит по хребту Хиндурадж.
Изначально с 1980 года гарнизон Асадабада, общей численностью около 600 человек, состоял из городка советников и подразделений 66-й омсбр в следующем составе:
- 2-й мотострелковый батальон
- 2-я танковая рота
- 2-я гаубичная артиллерийская батарея Д-30
- огневой взвод РСЗО БМ-21

Штаб 66-й бригады находился в 92 километрах юго-западнее в г. Джелалабад. В период с начала 1983 года по 7 января 1984 года в Асадабаде на ротационной основе базировался 3-й мотострелковый батальон с приданными подразделениями.
К началу 1984 года военное руководство СССР принимает решение о ликвидации каналов поставки вооружений и боеприпасов группировкам афганских моджахедов. Следовало взять под контроль караванные дороги и тропы, соединяющие Афганистан и Пакистан. Разведывательные подразделения 40-й Армии не справлялись с функциями по уничтожению караванов, снабжающих моджахедов, из-за несоответствия численности разведывательных подразделений и удалённости многих караванных троп от гарнизонов, к которым они приписывались. Также разведывательные подразделения 40-й Армии должны были производить разведку для своих полков и бригад.
Появился план создания так называемой приграничной зоны «Завеса» по линии Джелалабад—Газни—Кандагар. С этой целью в приграничные с Пакистаном провинции вводятся подразделения специального назначения ГРУ. В марте 1985 года в Асадабад был передислоцирован 334-й отдельный отряд Специального Назначения (334-й ооСпН, он же 5-й омсб), сформированный на базе 5-й отдельной бригады специального назначения в городе Марьина Горка Минской области Белорусской ССР и переданной в состав 15-й отдельной бригады специального назначения.
С приходом 334-го ооспн гарнизон советских войск в Асадабаде вырос до 1100 человек.
К началу 1985 года в провинции Кунар создалась сложная тактическая ситуация. Небольшому гарнизону советских войск в Асадабаде противостояла многократно превышавшая по численности группировка афганских моджахедов, оцениваемая в 6 000 бойцов. Севернее от Асадабада советские войска фактически не могли контролировать ситуацию. Кроме того, нарастающая численность противника угрожала прервать автотранспортное сообщение между Джелалабадом и Асадабадом, по которому шло снабжение войск.

### Повод для операции
21 апреля 1985 года в провинции Кунар у н.п. Маравара в 2 километрах северо-восточнее Асадабада, на другом берегу реки Кунар, в организованную афганскими моджахедами засаду попадает 1-я разведывательная рота 334-го ооспн. В итоге скоротечного боя погибло 29 советских военнослужащих. Ещё 2 военнослужащих погибло при проведении операции по эвакуации тел. Причиной трагического инцидента послужило то, что личный состав роты не имел боевого опыта. Данное подразделение прибыло в Афганистан всего за месяц до событий у н.п. Маравара, и это был их первый самостоятельный боевой выход.
Гибель большого количества военнослужащих 334-го ооспн показала истинное положение дел по концентрации противника в окрестностях Асадабада. Поисково-спасательная операция по поиску выживших военнослужащих наткнулась на подготовленное и ожесточённое сопротивление противника.

Руководством 40-й Армии принимается решение по незамедлительному уничтожению формирований противника, действующих в данном регионе. Второй целью операции стало деблокирование дороги, соединяющей Джелалабад с н.п. Барикот, в котором располагались части афганской армии.
Разработкой операции занимается командующий 40-й Армией генерал-лейтенант Родионов.

### Соотношение сил сторон
Для осуществления операции к ней решено было привлечь:
От 40-й Армии
- части 103-й гвардейской воздушно-десантной дивизии
- части 108-й мотострелковой дивизии
- части 201-й мотострелковой дивизии
- 45-й отдельный инженерно-сапёрный полк
- 56-я отдельная гвардейская десантно-штурмовая бригада
- 66-я отдельная мотострелковая бригада
- части ВВС 40-й Армии

От ВС ДРА:
- 1-й армейский корпус
  - 8-я пехотная дивизия
  - 9-я пехотная дивизия
  - 11-я пехотная дивизия
- 10-й инженерно-сапёрный полк
- 10-я пехотная бригада
- 37-я бригада «Коммандос»

Общая численность группировки афганских моджахедов в регионе оценивалась в 6000 бойцов. Дополнительно к началу боевых действий противник ввёл резерв с территории Пакистана ещё около 3000 бойцов.

### Ход боёв
По плану операции долины рек Кунар и Печдара были разбиты на участки шириной и глубиной примерно в 20-30 километров. После мощной артиллерийской подготовки на закреплённые за воинскими частями участки высаживались подразделения от 103-й гв.вдд, 56-й огдшбр и 66-й омсбр. Одновременно вдоль долины реки Кунар в направлении г. Асадабад, выдвигались бронегруппы советских войск и правительственных войск ДРА. Общее количество участвовавших в операции военнослужащих достигло 17 000 человек.
Противник, упреждая продвижение большой группировки советских войск, подорвал единственную горную дорогу, связывающую Асадабад и Джелалабад, на участках, выбитых в скалах над рекой Кунар. В связи с этим по мере продвижения подразделения 45-го оисп занимались восстановлением дорожного полотна и возведением переправ через реку Кунар.
Основная фаза операции началась 19 мая и продлилась до 12 июня.
Главные действия развернулись в ущелье реки Печдара и в ущелье реки Кунар в районе н.п. Мена, Осмар и Нарай.
С 24 мая по указанию местных жителей, располагавших информацией о местонахождении противника, проводился рейд в ущелье реки Печдара, расположенном на западе от г.Асадабад.
25 мая командир 2-го мотострелкового батальона 149-го мсп получил боевую задачу на обход с тыла отряда противника, рассредоточенного на горном плато. Для этого батальон под его командованием в ходе скрытного ночного марш-броска должен был обойти отряд противника по ущелью, подняться на плато и выйти противнику в тыл. В авангарде батальона действовала сводная группа 2-го мсб в которую вошли: 4-я мотострелковая рота, гранатомётный и миномётный взвода общей численностью в 64 человека. По официальной версии, из-за ошибки головного походного охранения, которое в темноте перепутало ущелье намеченное для марш-броска, группа втянулась в другое ущелье, более длинное по протяжённости и вдобавок находившееся под контролем противника. В результате сводная группа попал в засаду противника и понесла тяжёлые потери — 22 человека убитыми. По версии офицеров 4-й мотострелковой роты, сводную группу привели в засаду проводники из местных жителей, оказавшиеся агентами противника.

### Итог операции
По итогам операции в провинции Кунар моджахеды потеряли убитыми более 4200 человек. Было захвачено и уничтожено более 100 артиллерийских орудий и миномётов, около 200 крупнокалиберных пулемётов, более 160 различных складов, 2,5 миллиона различных боеприпасов и учебно-подготовительный центр.
Важным итогом операции явилось деблокирование автодороги Джелалабад — Асадабад, которое позволило вплоть до вывода гарнизона Асадабада летом 1988 года, обеспечить его относительно безопасное обеспечение.

### Потери советских войск
Потери советских войск за время проведения операции в провинции Кунар составили 63 военнослужащих убитыми:
- 103-я гвардейская воздушно-десантная дивизия:

- управление дивизии — 1;
- 1179-й артиллерийский полк — 2;
- 317-й гвардейский парашютно-десантный полк — 3;
- 350-й гвардейский парашютно-десантный полк — 14;
- 357-й гвардейский парашютно-десантный полк — 4;
- 80-я отдельная гвардейская разведывательная рота — 1.

- 201-я мотострелковая дивизия:

- 149-й гвардейский мотострелковый полк — 21.

- 108-я мотострелковая дивизия:

- 1074-й артиллерийский полк — 3.

- 56-я отдельная гвардейская десантно-штурмовая бригада — 5 человек;
- 66-я отдельная мотострелковая бригада — 3;
- 15-я отдельная бригада специального назначения — 3;
- 181-й отдельный вертолётный полк — 3.

## Герои Советского Союза
За героизм и мужество, проявленные в Кунарской операции, удостоены звания Герой Советского Союза:
- Задорожный, Владимир Владимирович — 25 октября 1985 года, 1179-й гв.ап 103-й гв.вдд, посмертно;
- Ковалёв, Николай Иванович — 5 февраля 1986 года, 181-й овп ВВС 40-й Армии, посмертно;
- Корявин, Александр Владимирович — 25 октября 1985 года, 357-й гв.пдп 103-й гв.вдд, посмертно.

## Документальные фильмы
- «Миссия в Афганистане. Первая схватка с терроризмом. Кунар, 1985 год»
- «Бой 4-й роты 149-го гв. МСП на Кунарской операции 1985 года»